# Bed of Nails
Bed of Nails è un singolo del cantante statunitense Alice Cooper, estratto dall'album Trash nel 1989. La canzone è stata registrata con la collaborazione di Kane Roberts, chitarrista di Cooper dal 1986 al 1988. Si tratta del secondo successo proveniente dall'album (il primo era stato Poison), raggiungendo la posizione numero 38 della Official Singles Chart nel Regno Unito, anche se non è stato pubblicato negli Stati Uniti. La canzone è stata scritta da Cooper, Desmond Child, Kane Roberts e Diane Warren.
Il brano è stato reinterpretato dalla band melodic death metal finlandese Children of Bodom e dal gruppo heavy metal a cappella tedesco Van Canto, questi ultimi per il loro album Break the Silence del 2011.

## Tracce
7" Single Epic 655318-7
1. Bed of Nails – 4:20
2. I'm Your Gun – 3:48

CD-Single Epic 655318-3
1. Bed of Nails – 4:20
2. I'm Your Gun – 3:48
3. Go to Hell (Live) – 5:32
4. Only Women Bleed – 4:14

## Formazione
- Alice Cooper – voce
- John McCurry – chitarra
- Kane Roberts – chitarra
- Hugh McDonald – basso, cori
- Alan St. John – tastiere, cori
- Bobby Chouinard – batteria

## Classifiche
| Classifica (1989/90) | Posizione massima |
| -------------------- | ----------------- |
| Australia            | 13                |
| Finlandia            | 4                 |
| Irlanda              | 24                |
| Nuova Zelanda        | 27                |
| Regno Unito          | 38                |
| Svezia               | 18                |